# Saaremaa
Saaremaa és l'illa més gran d'Estònia al mar Bàltic, al sud de l'illa de Hiiumaa i davant la costa oest d'Estònia. La capital de Saaremaa és Kuressaare, la qual té uns 16.000 habitants. La població total de l'illa és d'uns 40.000 habitants i té una extensió és de 2.673 km². Saaremaa és l'illa principal del comtat de Saare (en estonià Saaremaa o Saare maakond). El nom alemany i el suec de l'illa és Ösel, mentre que el nom en finès és Saarenmaa, que literalment significa “Terra de l'Illa”.

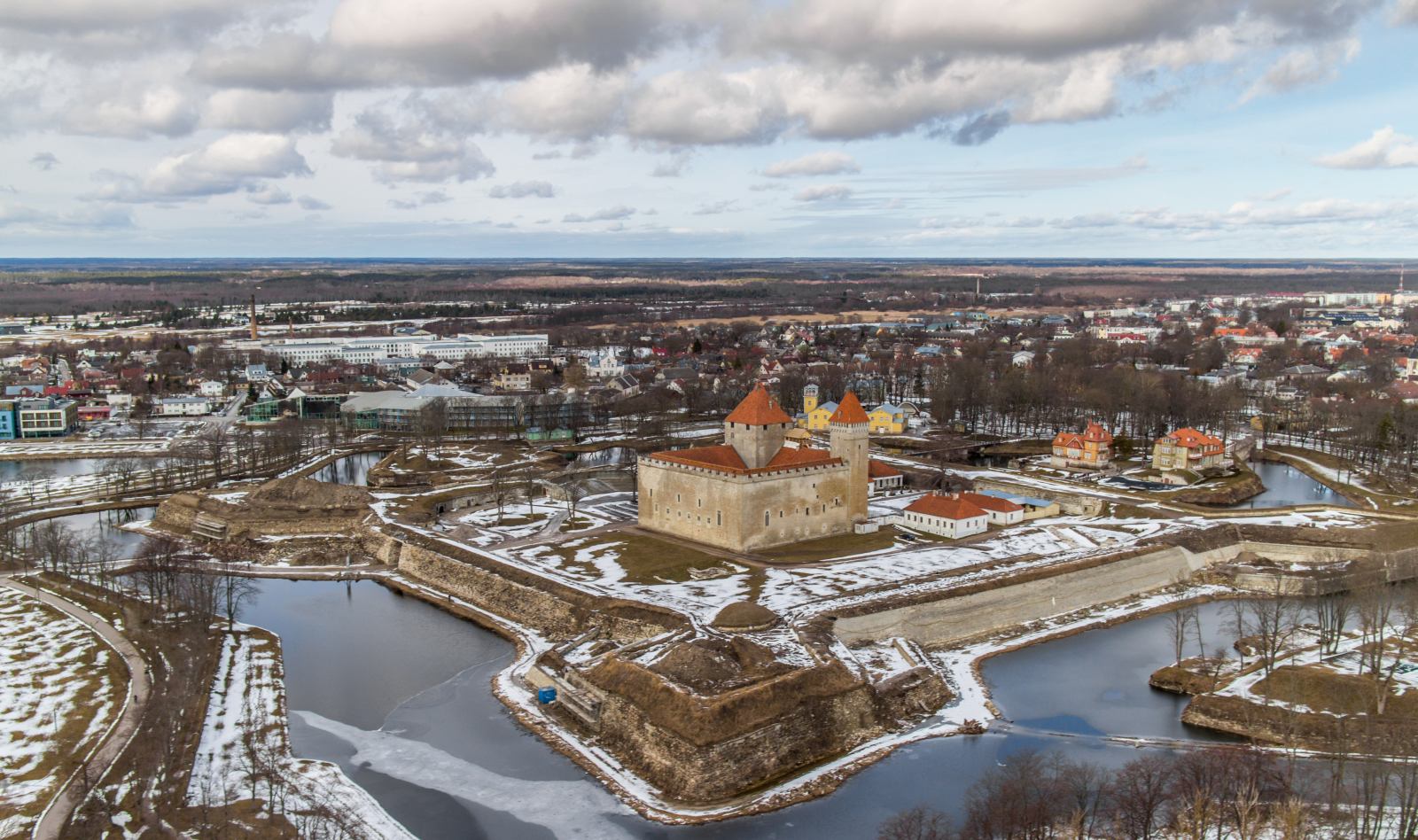
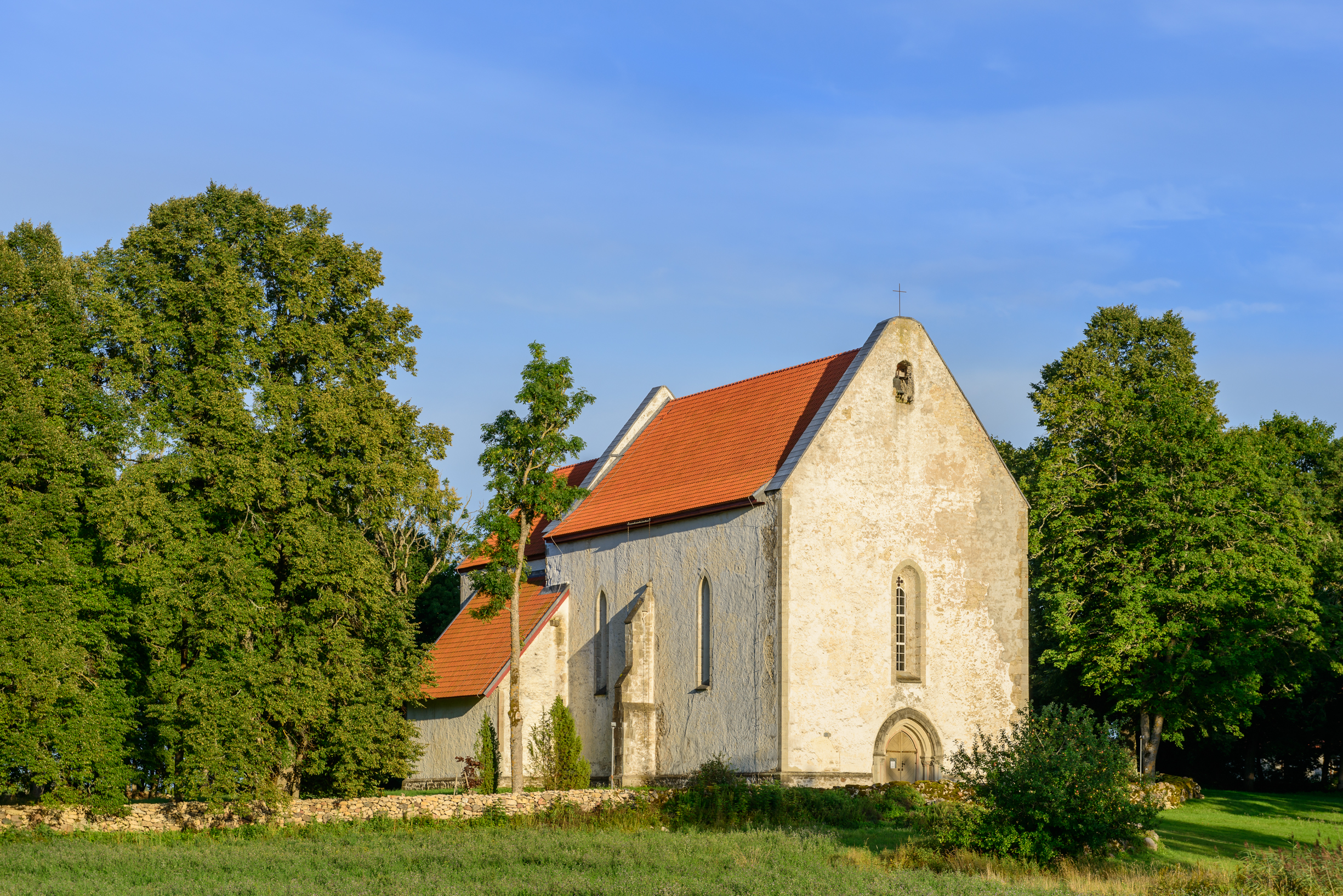
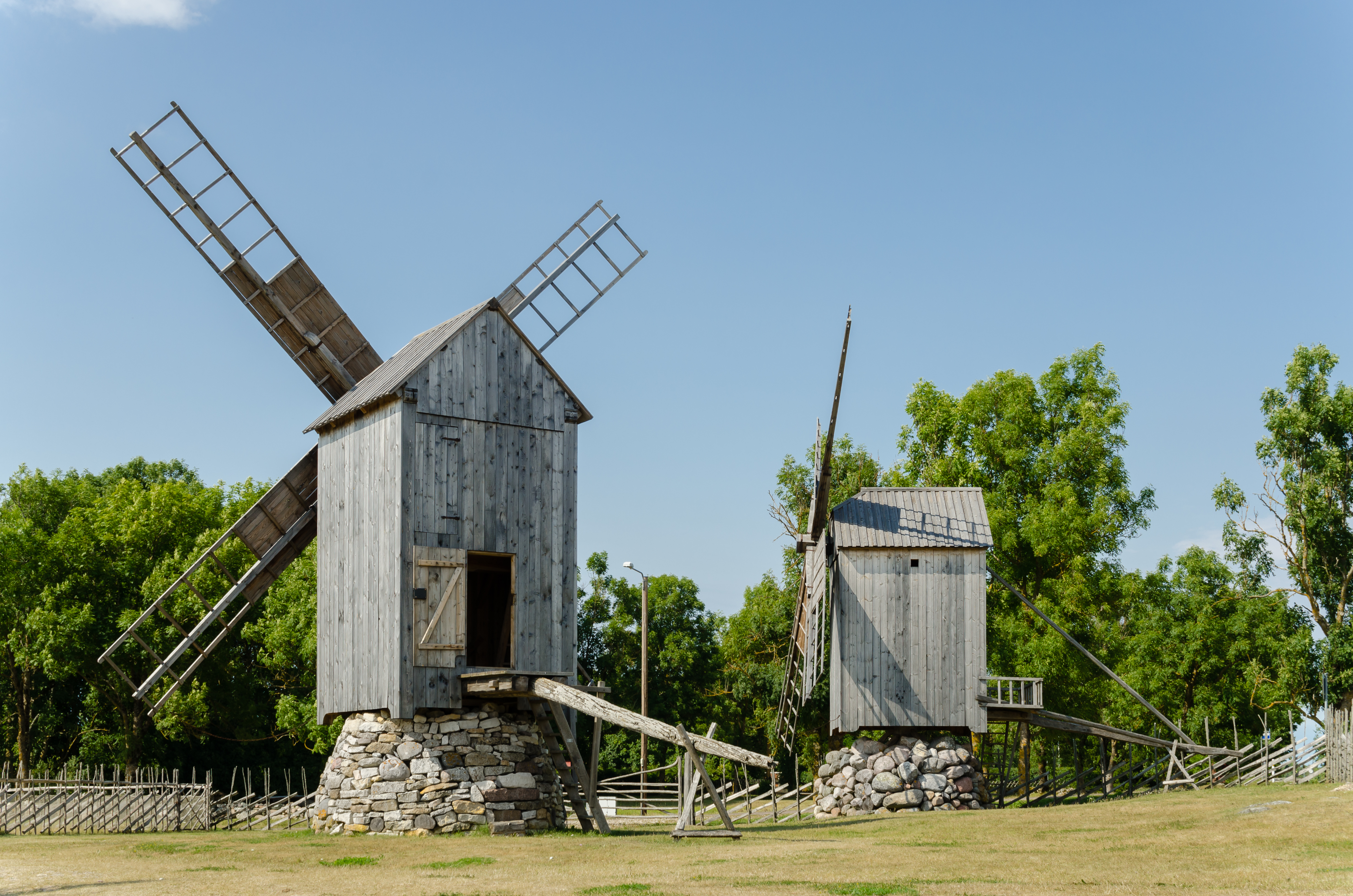
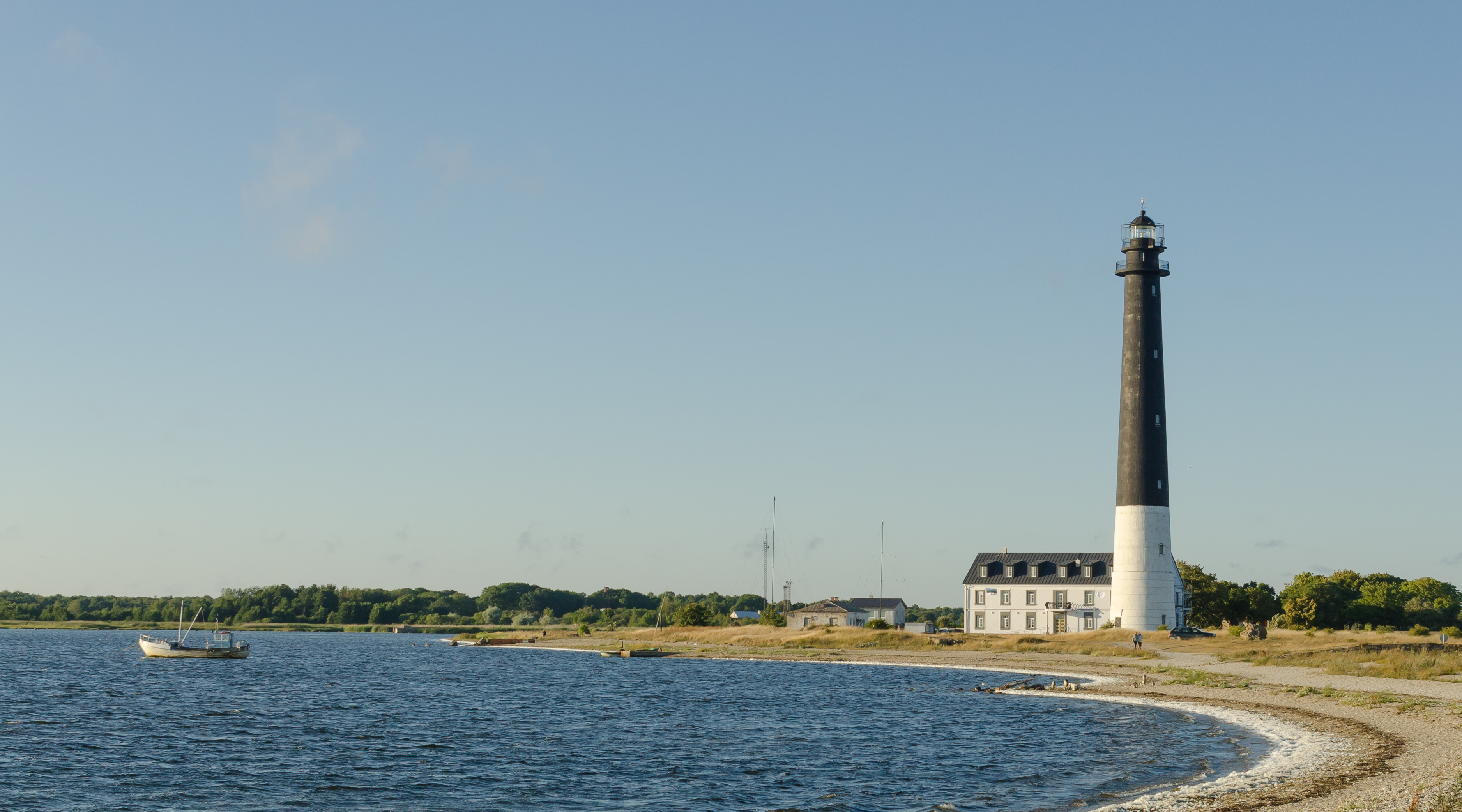